# Kumina
Kumina (znanstveno ime Carum carvi) je dvoletna rastlina. V prvem letu razvije samo listnato rozeto, v drugem letu pa do meter visoko steblo. Iz cvetov, ki so združeni v kobule, se razvijejo temno rjava srpasta semena.
Pri kuhanju se uporablja seme, ki ima zelo intenziven okus, zato se praviloma uporablja zmleta semena.
Kumina je prastara začimba, poznali so jo že v kameni dobi. Najprej so z njo preganjali bolhe in čarovnice, nato pa so ugotovili, da pomaga pri prebavi. Pospešuje prebavo in se zato uporablja pri pripravi težko prebavljivih jedil (zelje, svinjina,...). 
Kumino uporabljamo pri pripravi:
- zelja, ohrovta, rdečega zelja
- svinjine in bravine
- liptavskega sira
- kuminovahih in rženih kruhkov
- nekatere mesne klobase
- slanega peciva

Iz kumine se izdelujejo tudi likerji. Nesladkane vrste se močno ohlajene uporabljajo za digestiv.

## Rastišče in razširjenost
Kumina se pojavlja na travnikih in pašnikih po vsej Sloveniji, od nižinskih do gorskih predelov. Prepozna se po značilnem vonju, ki ga imajo tudi nezreli plodovi. Kot dvoletnica v prvem letu razvije le listno rozeto, cveti in zori šele v drugem letu, običajno julija ali v začetku avgusta. V številnih državah srednje Evrope je zdaj postala redkost.

## Sestavine in učinkovine
Vsebuje eterično olje (3-7%). Glavna sestavina, ki olju daje tudi tipični vonj, je karvon (50-60%). Poleg njega so sestavine olja še limonen (30%), dihidrokarvon in mnoge druge. Vsebuje tudi razmeroma veliko maščobnega olja, beljakovin ter nekaj sladkorja.

## Učinkovanje in uporaba
Šele v iztekajočem se srednjem veku je postala naša kumina pomembno zdravilo za želodčne, črevesne in žolčne težave. V ljudskem zdravilstvu se je njen čaj uveljavil pri porodih in za izboljšanje dojenja. Kumina se uporablja za lajšanje prebavnih težav, kot so slabost, krči in črevesne motnje, še posebej pri dojenčkih in otrocih. V ljudski medicini je cenjena tudi pri porodnicah, ker zmanjšuje krčevite bolečine ter za spodbujanje tvorbe mleka med dojenjem.

## Uporabe v veterini
Kumina ima pri živalih enake učinke kot pri ljudeh, še posebej je koristna pri kolikah, ki nastanejo zaradi spremembe prehrane. Dodana v živalsko hrano lahko poveča apetit. Menijo, da krave, ki jedo seno z dodatkom kumine, proizvajajo več mleka.

## Sorodne vrste
Tudi zamorska kumina, znana kot črnika (Nigella sativa), ni sorodna pravi kumini. Pri nas jo pogosto gojimo kot okrasno rastlino. V orientalskih državah uporabljajo njena semena kot začimbo v kruhu in drugih jedeh. Njeno maščobno olje vsebuje številne nenasičene maščobne kisline in je, podobno kot olje svetlina in boreča, priporočljivo za zdravljenje kožnih težav. 
V starih zeliščarskih knjigah je bil kumin (Cuminum cyminum), sorodnik naše kumine, omenjan zaradi svojih zdravilnih lastnosti. Danes pa se kumin največkrat uporablja kot začimba.